# Vil·la Martorell (Alella)
La Vil·la Martorell és un edifici del municipi d'Alella protegit com a bé cultural d'interès local.

## Descripció
Edifici civil. De planta rectangular. Horitzontalment està dividit en una planta baixa i dos pisos, i verticalment format per tres cossos escalonats de menor a major, des dels murs laterals fins a la part central, que a diferència de les altres, es troba coronada per una teulada de dues vessants. Cal destacar al conjunt la torre llanterna situada al bell mig de la construcció, essent la part més alta, destinada a la il·luminació. Resulta també molt interessant la gran escala doble, de fusta i de ferro colat, que caracteritza el conjunt de la façana. Per aquesta escala s'accedeix directament al segon pis. Malgrat aquest element, de tipus anomenat colonial, n'hi ha d'altres que confereixen un cert aire neoclàssic: algunes motllures, els frontons que formen les teulades, cornises cassetonades. Cal fer notar, també, que la part superior dels dos cossos laterals ha estat afegida posteriorment.

## Història
L'edifici fou construït l'any 1886 per la família Martorell. L'any 1919, s'instal·laren les Germanes Salesianes a fi d'obrir-hi una escola, el Col·legi de Maria Auxiliadora. Des del final de la dècada del 1980 allotja dependències de l'escola internacional Hamelin-Laie.